# Speed Devils
Speed Devils (ou Speed Busters) est un jeu vidéo de course développé par Ubisoft Montréal et édité par Ubisoft, sorti à partir de 1998 sur Windows, Dreamcast et téléphone mobile. 
En 2000, Ubisoft a sorti une nouvelle version du jeu ajoutant un mode en ligne, nommée Speed Devils: Online Racing.

## Système de jeu

### Généralités
Vous commencez avec un garage, une voiture cassée, donnée par votre bookmaker, sans le moindre argent. Le but de ce jeu vidéo est de battre des adversaires sur des circuits différents, pour monter dans les différentes classes (D, C, B et A), avant de battre Driver X, un conducteur masqué, entré dans la légende et réputé pour être le meilleur conducteur de tous les temps. 

### Véhicules
Au début du jeu, vous commencez avec une Bel Ray endommagée, chez le concessionnaire il y aura plusieurs modèles en vente : 
- Bel Ray
- Orion
- Atlantis
- Thunder
- Pirate
- Montana
- Virtuose
- Solaris
- LA 2000
- Firebug
- Cortex

Et une voiture nommée Mystère, car non débloquée au début.

### Circuits
Puis, il y a différents circuits de course : 
- Hollywood
- Mexico
- Aspen Summer
- Nevada
- Canada Autumn
- Aspen Winter
- Louisiana
- Canada Light Winter
- New York
- Canada Heavy Winter
- New York Winter
- Hollywood Disaster
- Louisiana Tornado

### Adversaires
Vous aurez aussi la chance de vous défiez à des adversaires, en classe D vous affronterez en même temps, et ce sur les circuits : Hollywood, Aspen Summer et Mexico :
- Classe D :
  - Jack E. Brown
  - Ms Penny G. Parker
  - Alfonso Cabrero
  - Luigi Montezimollo

- Classe C :
  - The Blue Bullet
  - Vanessa Rockwell
  - James Hummer
  - Tex Dalton

Et en classe A, le grand Driver X.
À chaque classe vous affronterez d'autres adversaires, ainsi, ceux cités plus haut, seront les moins difficiles du jeu.